# César Gómez (futbolista)
César Gómez González (Nicolás Romero, México,11 de enero de 1975). Es un exfutbolista mexicano su posición era centrocampista.

## Trayectoria
Es un mediocampista de cualidades interesantes, que debutó con el Monterrey en el Invierno 98. Para el Invierno 99 llegó al Pachuca donde no ha alcanzado la regularidad que tenía en su anterior equipo.

### Clubes
| Club                     | País                | Año         | Partidos | Goles | Media |
| ------------------------ | ------------------- | ----------- | -------- | ----- | ----- |
| Atlético Hidalgo         | México              | 1997 - 1998 | 11       | 3     | 0.27  |
| Club de Fútbol Monterrey | México              | 1998 - 1999 | 20       | 1     | 0.05  |
| Club de Fútbol Pachuca   | México              | 1999 - 2000 | 23       | 2     | 0.09  |
| Toros Neza               | México              | 2000 - 2002 | 37       | 6     | 0.16  |
| Atlético Celaya          | México              | 2002        | 11       | 0     | 0     |
| Colibríes de Morelos     | México              | 2003        | 18       | 1     | 0.06  |
| Club León                | México              | 2003 - 2004 | 15       | 0     | 0     |
| Total en su carrera      | Total en su carrera | 1997 - 2004 | 135      | 13    | 0.1   |